# Calatia
Calatia o Galazia (come era solitamente indicata nell'alto medioevo) era un'antica città etrusca, poi sannitica ed infine romana, che sorgeva lungo il tracciato della Via Appia, nel territorio dell'odierno comune di Maddaloni, grossomodo presso il confine con quello di San Nicola la Strada (ambedue in provincia di Caserta)

## I documenti storici
La città ci è nota perché venne menzionata dai cronisti romani durante le guerre sannitiche.
Strabone difatti nomina due volte Calatia (libri V e VI), ponendola sempre sulla Via Appia assieme a Caudium, Capua (odierna Santa Maria Capua Vetere), Casilinum (la Capua moderna) e Benevento.
Allo stesso modo, Appiano Alessandrino III (II secolo d.C.) pone Capua tra i due centri di Calatia e Casilino.
Tito Livio, poi, nomina Calatia per la prima volta a proposito della seconda guerra sannitica (327-321, 316-304).

## Storia
Calatia sorse probabilmente nell'Età del ferro, come lasciano supporre gli scavi archeologici, e doveva essere un semplice luogo fortificato protetto da palizzata e fossato con capanne molto semplici che dovevano sorgere su un tracciato di una via di comunicazione già praticata prima della costruzione della via Appia.
L'etimologia cal, infatti, lascia supporre proprio un luogo fortificato, mentre resti delle necropoli, che risalgono all'VIII secolo a.C., mostrano che vi doveva essere un potere centrale probabilmente tenuto da un capo del villaggio. Le tombe sono a fossa, ricoperte di ciottoli e il cadavere quasi sempre supino.
L'esistenza di una via di comunicazione è suggerita proprio dall'archeologia e dal rinvenimento di vasi e testimonianze etrusche. Il che lascia credere che il villaggio progredisse economicamente e avesse relazioni con l'Etruria ma anche con le colonie greche come quella di Cuma.
Nel V secolo a.C. i Sanniti conquistarono tutta la Campania Felix e si sostituirono agli Etruschi mentre la città continuò la sua ascesa.
Nel 321 a.C. i consoli Spurio Postumio Albino Caudino e Tiberio Veturio Calvino vi tennero gli accampamenti durante la seconda guerra sannitica, ma dovettero poi affrontare la sconfitta delle Forche Caudine. Tuttavia nel 309 a.C. il console Gaio Giunio Bubulco Bruto la conquistò.
La città crebbe di importanza tanto che Aulo Atilio Calatino diventò console dal 258 al 254 a.C. e dittatore nel 254 a.C.
Tuttavia dopo il disastro di Canne nel 215 a.C. si alleò insieme a Capua e Atella con Annibale, che vi pose un presidio.
Nel 211 a.C. alla caduta di Annibale Roma la riconquistò e la punì trasformandola in una "civitas sine suffragio" e la città venne dichiarata "ager publicus". I capi della rivolta vennero esiliati e giustiziati. Da questo momento cominciò il suo declino. Sappiamo che nel 210 a.C., poiché gli abitanti di Nuceria e Acerra, si lamentavano di non sapere dove andare a vivere, in quanto Acerra era stata in parte incendiata e Nuceria completamente distrutta, essi furono inviati dal proconsole Fulvio Flacco al Senato di Roma a fare le loro rimostranze. Ai primi, gli Acerrani, venne concesso di ricostruire gli edifici incendiati; ai Nucerini si permise loro di trasferirsi ad Atella, mentre agli Atellani fu imposto di spostarsi a Calatia.
Solo nel 59 a.C. Giulio Cesare la trasformò in una colonia di veterani a cui donò i terreni circostanti.
Nell'epoca imperiale venne iscritta insieme a Capua, Atella e Acerra nella "Tribus Falerna" avendo acquisito nuovamente i diritti civili.
La città riacquistò una certa importanza come sede episcopale ma venne sistematicamente saccheggiata dai Saraceni fino ad essere distrutta definitivamente nell'880 d.C.
I cittadini si rifugiarono in buona parte nelle alture di Maddaloni, mentre il vescovo e il clero si spostò a Casertavecchia.

## Numismatica
È un errore diffuso in varie ricostruzioni storiche presenti nei siti istituzionali del Comune di Maddaloni o in altri contesti (sembra tutte riconducibili ad un'unica fonte) far risalire la monetazione di Calatia al V secolo a.C. e che vi fosse produzione anche di monete in oro.
Tale ricostruzione non pare poggiare su alcuna fonte, quindi da ritenersi inattendibile rispetto a quelli che sono gli studi numismatici sulla monetazione calatina. Basta consultare uno qualsiasi tra i testi di numismatica antica che trattano appunto l'argomento della monetazione di Calatia (il Rutter, Sambon, etc. e più recentemente Renata Cantilena e Alberto Campana), per constatare che Calatia batté propria moneta nel periodo di Annibale, e quindi 216-211 a.C., non prima e mai più successivamente.
Inoltre è conosciuta solo monetazione in bronzo. Non vi è alcun riscontro storico o letterario che Calatia avesse battuto monete in oro. Tra l'altro Calatia non aveva neanche una zecca, ma le sue monete venivano coniate presumibilmente in una zecca comune a tutte le città insorte che, alla luce delle ultime acquisizioni, si tende ad escludere fosse localizzata a Capua.
I tipi di monete di Calatia conosciute, tutti databili tra il 216 e il 211 a.C. sono i seguenti:
- Quatrunx: AE 19.38-23.27 g. Recto: testa di Giove / Verso: quadriga condotta dalla Vittoria, Giove che scaglia un fulmine[4]
- Biunx: AE 12.30-13.65 g. Recto: testa di Giove / Verso: quadriga con giove che scaglia un fulmine[5]
- Biunx: AE 8.93-13.20 g. Recto: testa di Giove 2 stelle / Verso: biga con Diana 2 stelle[6]
- Uncia: AE 6.80 g. Recto: testa di Giove / Verso: cavallo al galoppo[7]
- Uncia: AE 5.12 g. Recto: testa di Giove / Verso: Vittoria incoronata con un trofeo[8]
- Semuncia: AE 3.75 g. Recto: testa di Giove / Verso: punta di tridente[9]

## Resti archeologici
Le dimensioni della città dovevano essere di circa 16 ettari, quindi non di grandi dimensioni, ed infatti gli stessi antichi la definirono parvis Calatia muris ("Calatia dalle piccole mura").

### Il decumanus maximus
La città sorgeva sull'attuale strada che collega San Nicola la Strada a Maddaloni, che riprende il tracciato della Via Appia antica. Ci si accorge, ad un certo punto, che la strada curva bruscamente lì dove ci sono i frammenti di mura detti il torrione, ai confini col comune di San Nicola la Strada. La strada corre poi diritta per circa 500 metri e quindi ricurva di nuovo bruscamente all'altezza di una cappellina denominata "Villa Galazia", diventando un rettilineo che va diritto fino a Maddaloni.

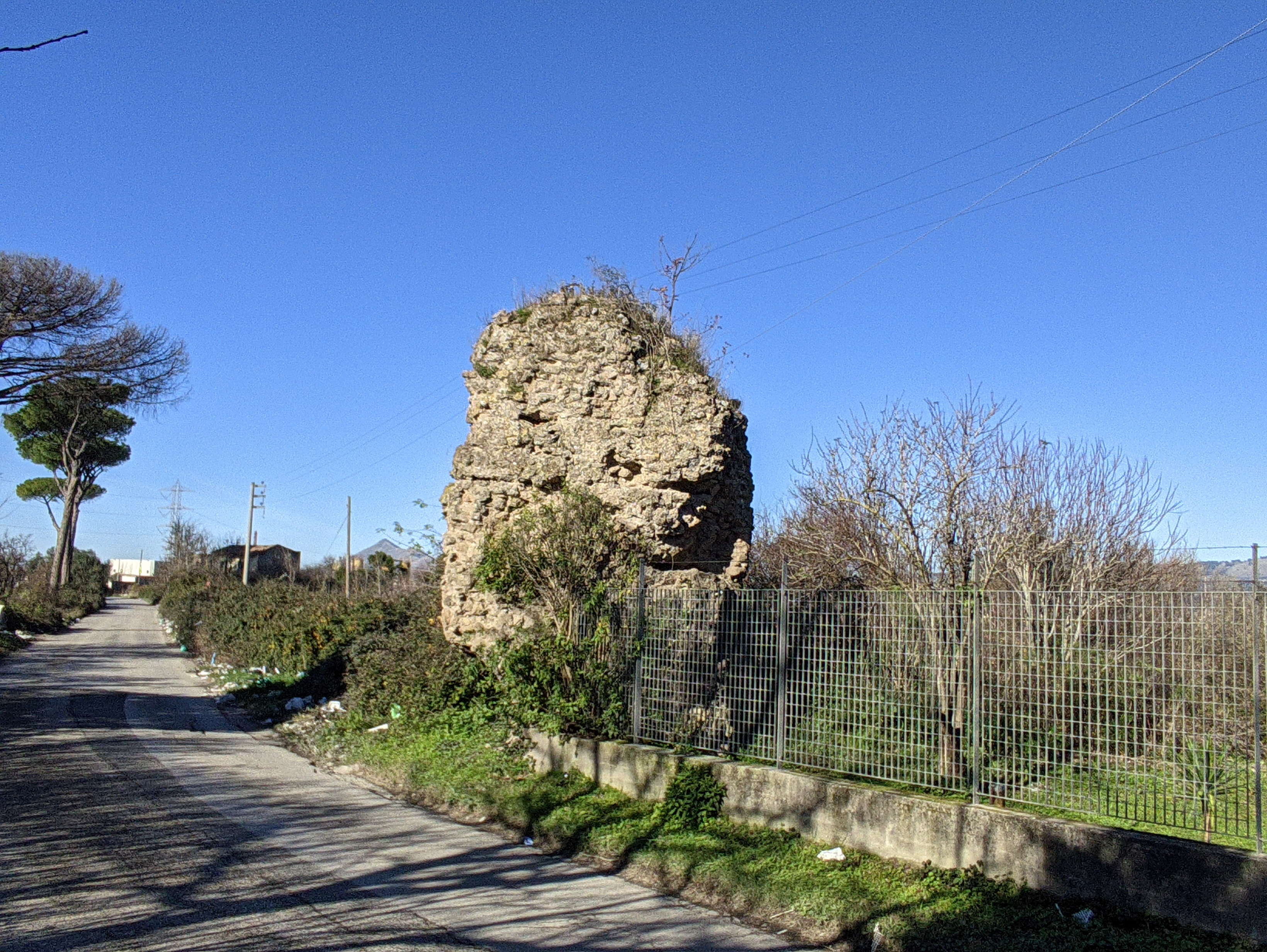
Il cosiddetto "Torrione" sulla via Appia fra Maddaloni e San Nicola la Strada

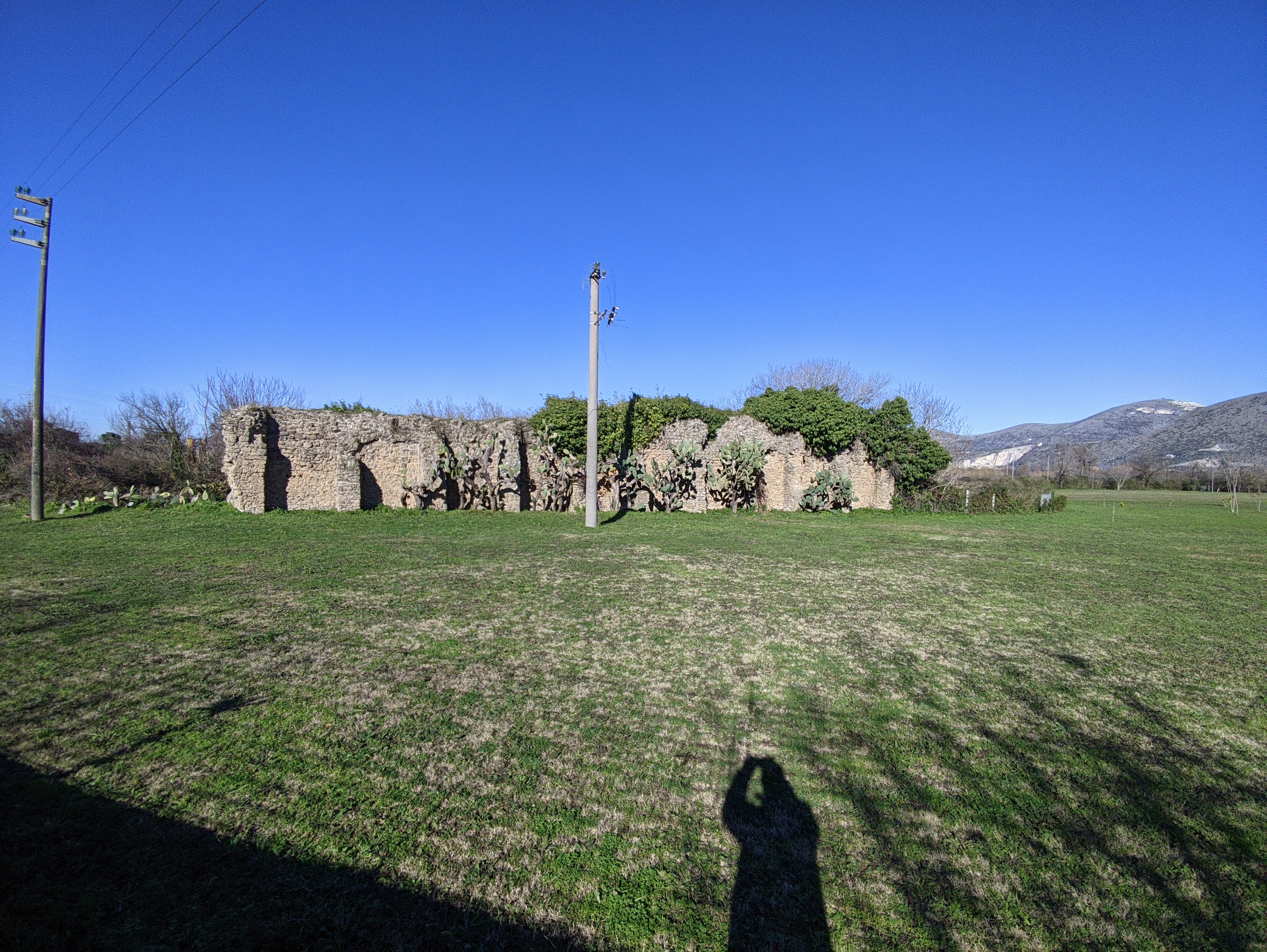
Un segmento delle antiche mura di Calatia nei pressi della via Appia Antica

Nel sito archeologico della città di Calatia si conservano pochi resti e per la maggior parte sotto il piano di calpestio: si tratta di alcune fondamenta di case e alcune pavimentazioni di cortili e abitazioni, per la maggior parte costituite di lastre di pietre e argilla battuta, nonché un tratto di mura lungo circa 34 metri che un tempo cingeva tutta la città.

### Cinta muraria
I resti di mura sono ciò che rimane dell'antica cinta muraria posta a nord-ovest verso Capua su quello che doveva essere il decumanus maximus.
Le mura hanno una parte di età sannitica formata da grossi blocchi di pietra tufacea in opera quadrata e una parte di età sillana in opus quasi reticulatum all'esterno e opera incerta all'interno.

### Necropoli
Due necropoli dell'VIII secolo a.C. erano situate lungo la via di comunicazione ovest-est, che divenne poi la Via Appia. Le necropoli inquadrano il centro antico della città, la prima è sita a sud ovest, mentre l'altra a nord est. Entrambe le necropoli denotano un'occupazione fino all’età tardoantica, anche se le sepolture datanti dell'età arcaica e classica sono rare.
Numerose sono le tombe ritrovate in questo luogo, infatti la città di Calatia si caratterizzò per il fatto di essere costituita da un popolo inumatore che praticava però anche l'incinerazione. Le tombe più antiche si datano all'ultimo quarto dell'VIII secolo a.C.; la sepoltura era molto semplice, composta da una fossa terragna con una copertura a ciottoli di pietra calcare. A partire dal VII secolo a.C. la sepoltura è invece a fossa semplice con copertura a tegole, mentre solo al IV secolo a.C. risalgono le sepolture a cassa di tufo. Da queste tombe sono venuti alla luce moltissimi oggetti che i Calatini usavano porre accanto al defunto per il viaggio nell'aldilà. Oggi tutti questi oggetti risultano materiale preziosissimo per poter conoscere i loro usi, costumi, tradizioni. Gli oggetti rinvenuti sono di vario genere: fibule, ampolle per unguenti, spade, pugnali, lance, brocche e bicchieri, vasi, monete, lucerne.

## La diocesi di Calatia
Calatia era antica sede vescovile, spostata poi a Casertavecchia in seguito alle invasioni barbariche. La leggenda vuole che primo vescovo e fondatore della diocesi sia stato Sant'Augusto.
Alcune chiese vengono costruite su vecchi templi e sembra che la chiesa più importante, dedicata a San Giacomo, sia stata la cattedrale della città. Su quest'ultima chiesa, tuttavia, c'è da dire che si nutrono tantissimi dubbi in quanto non viene menzionata nella Bolla di Senne del 1113 che istituiva la diocesi casertana per il vescovo Rainulfo, mentre si trova traccia nel Privilegio di Alessandro III del 1178 e si pensa derivi da un culto a San Giacomo introdotto nella diocesi da Roberto di Lauro Sanseverino. L'unica chiesa menzionata sicuramente presente è Santa Maria di Calatia.
A dare forza all'ipotesi dell'importanza di Santa Maria di Calatia è una frase nella Bolla di Senne in cui si aggiunge su questa chiesa:
che è una formula che ricorda le chiese cattedrali. Poiché si è sempre ritenuto che la Bolla di Senne confermasse una diocesi già esistente, non è da rigettare l'ipotesi che Santa Maria avesse un ruolo preminente sulle altre chiese.
Molto probabilmente la chiesa casertana dovette incentivare la rinascita della città di Calatia in quanto i conti di Caserta e i vescovi concessero notevoli privilegi agli abitanti della zona allo stesso modo dei milites di Maddaloni. Ciò dovette portare dei frutti perché nel privilegio del 1178 di Alessandro III si registra una nuova chiesa dedicata a San Giacomo.
Tale chiesa dovette resistere a lungo perché si registra il toponimo di "San Giacomo delle Galazze" accanto a quello de "I torrioni" per diverso tempo forse perché dovette entrare nell'orbita dell'Ordine dei Cavalieri di Malta.

## Le due Calatia
Gli storici del passato hanno spesso confuso la Calatia della via Appia con la Caiatia di oltre Volturno, situata presso l'odierna Caiazzo.
Tale errore era stato generato soprattutto dal Cluviero, che faceva fare addirittura un lungo giro alla via Appia per passare da Caiazzo.
Già Camillo Pellegrino intuiva l'errore topografico del Cluviero e ne segnalava l'incoerenza nella lettura delle fonti e il mancato riscontro dei luoghi, per cui egli riaffermava l'esistenza di due centri diversi e, a partire dalla testimonianza della Tavola Peutingeriana, proponeva la corretta ubicazione di Calatia a sud del Volturno.
La dualità dei centri è evidente riferendosi alla detta Tavola Peutingeriana. Al Segmentum V, è possibile verificare come Calatia sia riportata sulla strada Appia che collega Capua a Benevento passando per "ad novas vicus" (l'odierna Santa Maria a Vico) e Caudio (Montesarchio), mentre Gahatie, l'odierna Caiazzo, è posta più a oriente, oltre il fiume Volturno, non distante dal ponte nei pressi di "Castra (H)An(n)iba(lis)", il cosiddetto Ponte di Annibale situato fra Pontelatone, Capua e Triflisco.
Fu Theodor Mommsen a definire chiaramente la distinzione e a recepire gli studi locali tra cui quelli di Francesco Daniele che chiaramente individuava due città diverse.